# Lone Tree (Colorado)
Lone Tree város az USA Colorado államában, Douglas megyében. Lakosainak száma 14 253 fő (2020. április 1.).

## Népesség
A település népességének változása:

| 2010 | 10 218 |
| 2020 | 14 253 |